# Karły
Karły (lit. Karlos) – wieś na Litwie, w okręgu uciańskim, w rejonie wisagińskim.

## Historia
W czasach zaborów wieś leżała w granicach Imperium Rosyjskiego.
W latach 1921–1945 kolonia leżała w Polsce, w województwie nowogródzkim (od 1926 w województwie wileńskim), w powiecie brasławskim, w gminie Rymszany.
Według Powszechnego Spisu Ludności z 1921 roku zamieszkiwało tu 66 osób, 65 były wyznania rzymskokatolickiego a 1 prawosławnego. Jednocześnie wszyscy mieszkańcy zadeklarowali polską przynależność narodową. Było tu 14 budynków mieszkalnych. W 1931 w 17 domach zamieszkiwało 89 osób.
Wierni należeli do parafii rzymskokatolickiej w Gajdach. Miejscowość podlegała pod Sąd Grodzki w m. Turmont i Okręgowy w Wilnie; właściwy urząd pocztowy mieścił się w Rymszanach.